# برایان آرتور سلیک
برایان آرتور سلیک (به انگلیسی: Brian Arthur Sellick) متخصص بیهوشی اهل بریتانیا بود. او به دلیل مانور فشار بر کریکوئید که در سال ۱۹۶۱ شرح داد شناخته می‌شود. این مانور بعدها بنام او مانور سلیک نامیده شد. سلیک به عنوان متخصص بیهوشی در بیمارستان میدلکس واقع در لندن کار می‌کرد.
او کارایی ابداع خود را روی یک جسد که معده پر داشت و در روی تخت به شکلی سر به پایین خوابانده شده بود نشان داد.